# Caridina cantonensis
Caridina cantonensis Yu, 1938 è un gamberetto di acqua dolce appartenente alla famiglia Atyidae proveniente dal sud della Cina.

## Distribuzione e habitat
Proviene dai ruscell del sud-est della Cina, dal Vietnam e da Hong Kong. In Cina è diffusa nelle regioni di Guangxi e Guangdong.

## Conservazione
Questa specie viene classificata come "a rischio minimo" (LC) dalla lista rossa IUCN perché non sembra essere minacciata da particolari pericoli a parte l'occasionale cattura per l'acquariofilia.